# Октябрський район (Оренбурзька область)
Октя́брський район (рос. Октябрьский район) — муніципальний район у складі Оренбурзької області Російської Федерації.
Адміністративний центр — село Октябрське.

## Географія
Октябрський район знаходиться в центральній частині Оренбурзької області. Межує з Оренбурзьким, Александровським, Шарлицьким, Тюльганським і Сакмарським районами області, а також Республікою Башкортостан.

## Історія
Район утворений 1 січня 1965 року.

## Населення
Населення — 18391 особа (2019; 20018 в 2010, 22005 у 2002).

## Адміністративний поділ
Район адміністративно поділяється на 14 сільських поселень:
| Поселення                        | Площа, км² | Населення, осіб (2002) | Населення, осіб (2010) | Населення, осіб (2019) | Центр             | Населені пункти |
| -------------------------------- | ---------- | ---------------------- | ---------------------- | ---------------------- | ----------------- | --------------- |
| Білозерська сільська рада        | 213,32     | 1026                   | 778                    | 542                    | Білозерка         | 3               |
| Булановська сільська рада        | 161,98     | 1176                   | 1025                   | 894                    | Буланово          | 2               |
| Васильєвська сільська рада       | 170,91     | 653                    | 488                    | 479                    | Васильєвка        | 1               |
| Ільїнська сільська рада          | 155,27     | 607                    | 442                    | 351                    | Ільїнка           | 3               |
| Імангуловська сільська рада      | 123,56     | 1306                   | 1287                   | 1123                   | Друге Імангулово  | 4               |
| Комісаровська сільська рада      | 113,56     | 441                    | 433                    | 374                    | Комісарово        | 3               |
| Краснооктябрська сільська рада   | 331,13     | 1962                   | 1684                   | 1608                   | Краснооктябрський | 10              |
| Мар'євська сільська рада         | 173,85     | 1330                   | 1422                   | 1247                   | Мар'євка          | 3               |
| Нижньогумбетівська сільська рада | 322,58     | 1879                   | 1568                   | 1359                   | Нижній Гумбет     | 4               |
| Новонікітинська сільська рада    | 126,45     | 1101                   | 940                    | 889                    | Новонікітино      | 2               |
| Новотроїцька сільська рада       | 81,82      | 516                    | 500                    | 395                    | Новотроїцьке      | 1               |
| Октябрська сільська рада         | 242,53     | 8092                   | 8084                   | 8038                   | Октябрське        | 4               |
| Російська сільська рада          | 246,48     | 835                    | 633                    | 510                    | Російський        | 3               |
| Уранбаська сільська рада         | 229,60     | 1081                   | 734                    | 582                    | Уранбаш           | 3               |

- 2013 року ліквідована Успенська сільська рада, територія увійшла до складу Білозерської сільради[4].

## Найбільші населені пункти
Нижче подано перелік населених пунктів з чисельність населення понад 1000 осіб:
| № | Населений пункт | Населення, осіб (2002) | Населення, осіб (2010) |
| - | --------------- | ---------------------- | ---------------------- |
| 1 | Октябрське      | 7642                   | 7701                   |

## Господарство
Промислове виробництво складається в основному з обробних виробництв.
Сільськогосподарська спеціалізація району — зернова і м'ясо-молочна. У валовому зборі зернових переважають яра пшениця і озимі культури (жито, пшениця). Виділяються також ярий ячмінь і просо.